# Бима (иудаизм)

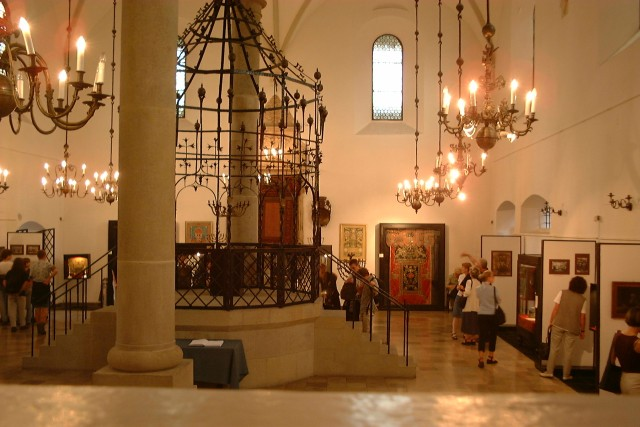
Бима в старой синагоге в Кракове

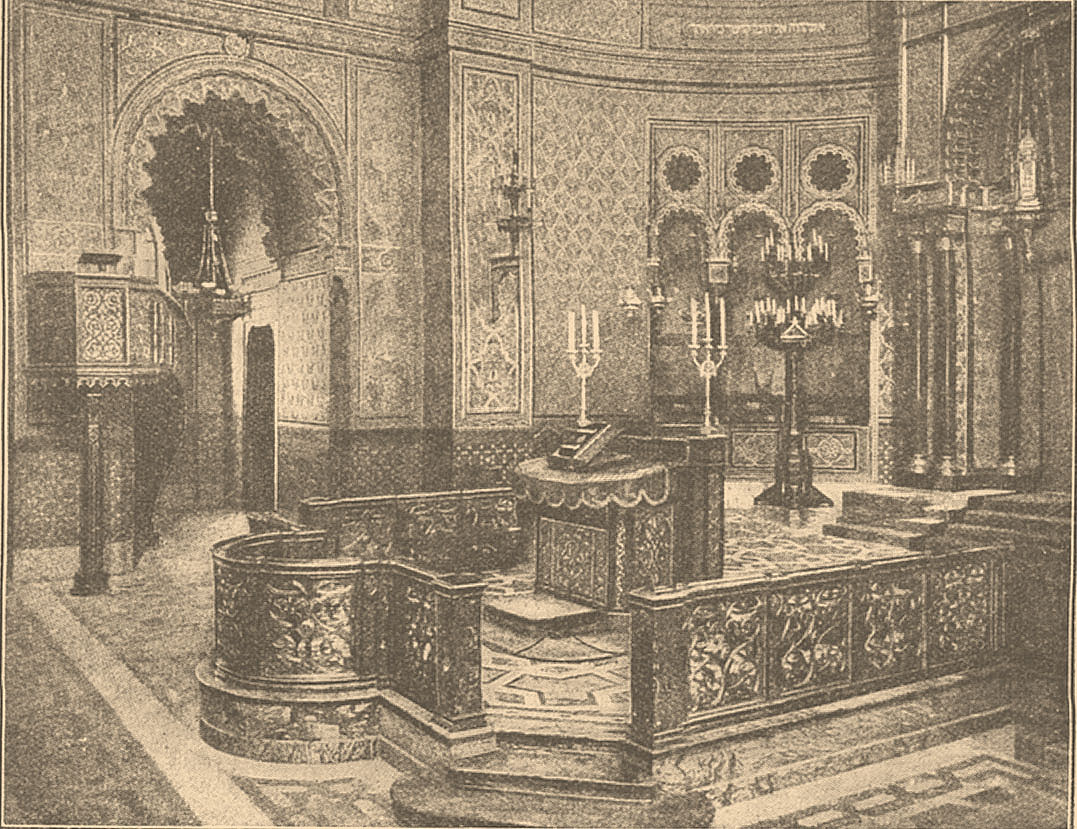
Бима во флорентийской синагоге

Бима (ивр. בימה‎) — возвышение, обычно в центре синагоги, где находится специальный стол для публичного чтения свитка Торы и соответствующего отрывка из книг пророков (Гафторы) во время богослужения. Название относят также к самому столу. Верхняя поверхность стола часто расположена не горизонтально, а с небольшим уклоном. Отрывки из пророков, в отличие от недельной главы, принято читать, находясь сбоку от стола, а не перед ним.
Иногда бима, особенно в небольших синагогах, — всего лишь переносной стол. В некоторых общинах принято сооружать биму в виде беседки с балюстрадой или решёткой, а иногда и балдахином. Также в некоторых общинах, преимущественно Западной Европы, биму объединяли с ковчегом в виде часовни с крышей в форме купола с фонарём.
В ортодоксальных синагогах, как прежде, синагогальный ковчег расположен у восточной стены так, чтобы община, смотря на ковчег в то же время обращалась лицом в сторону Иерусалима, а биму делают в центре. В реформистских и консервативных синагогах стол для чтения Торы и ковчег, где хранят свитки, обычно находятся на общей платформе, на которую перешло название «бима». Таким образом, возвышение, откуда произносили речи и где происходило основное действие приобрело сходство с театральной сценой. Отсюда происходит, например, название созданного в 1912 году еврейского театра «Габима».